# 张作哈
张作哈（1950年8月—），男，彝族，四川越西人，中华人民共和国政治人物。中央党校研究生学历。四川省人大代表，第十二届全国人大代表。 

## 生平
1969年10月参加工作，为四川省越西县的插队知青。1973年进入成都体育学院体育系学习，后为越西县体委教练员。1982年12月加入中国共产党。1981年起历任越西县文教局副局长、凉山州民族歌舞团团长、州文化局局长、州教委主任，副州长，并于1999年3月升任凉山州州长。四年后，张作哈进入省政府工作，任四川省人民政府副省长。2011年9月，已达到副部级官员退休年龄线60岁的张作哈被任命为四川省人民政府资政。